# Entretien et hygiène des anches d'instruments de musique

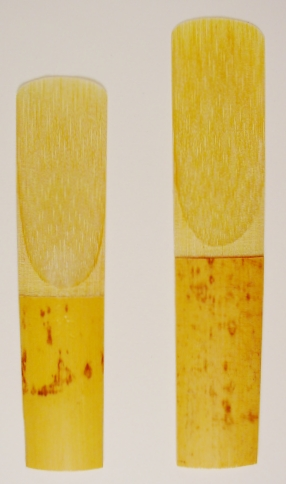
Anches de saxophone neuves.

Parce qu’elles sont historiquement faites d’un matériau naturel, les anches en roseau (Arundo donax) des instruments de musique peuvent abriter des bactéries ou des moisissures qui peuvent nuire à la santé du musicien. Les principaux instruments à anche sont la clarinette, le saxophone, le hautbois et le basson. Un bon entretien des anches simple ou double et des becs ainsi que le séchage systématique des instruments limitent le développement fongique.

## Risque fongique
Des études montrent que 95 % des instruments à vent se révèlent colonisés par des champignons dont 75 % présentaient au moins trois souches fongiques différentes (Rhodotorula mucilaginosa, Penicillium spp, Phoma spp, Eurotium amstelodami, Fusarium spp et Candida spp), les instruments à anche double présentant une proportion plus élevée de souches de champignons Phoma ssp et Fusarium spp que les instruments à anche simple. Ces espèces ne sont pas présentes dans l'environnement du musicien, ni dans sa salive (présentant Candida albicans dans la moitié des cas).
Ces études montrent également que 80 % des musiciens présentent une sensibilisation aux champignons présents dans leurs instruments à vent.
Le simple séchage systèmatique de l'instrument avec un écouvillon après son usage suffit à maîtriser le risque fongique pour la santé du musicien, notamment un risque accru de pneumopathie d’hypersensibilité (PHS).
On note des cas exceptionnels d'atteinte à la santé du musicien en cas de manque d'hygiène chronique caractérisée et d'absence délibérée de séchage facilitant la culture des champignons dans l'instrument à des niveaux records.

## Entretien des anches

### Préparation des anches
Les anches en bois doivent être humidifiées avant de jouer. Il existe deux grandes méthodes :
1. soit les musiciens les mettent dans leur bouche pour les mouiller de salive ;
2. soit les musiciens les trempent dans un flacon d'eau. L’eau est moins corrosive que la salive pour préparer les anches. Tremper l’anche dans l’eau pendant quelques minutes environ permet de bien l'humifier[4]. Toutefois, un trempage des anches trop long peut entraîner un mouillage excessif et leur déformation[5]. Cette méthode d'humidification facilite la création de germes et de champignons si l'eau du flacon n'est pas jetée après chaque séance[1].

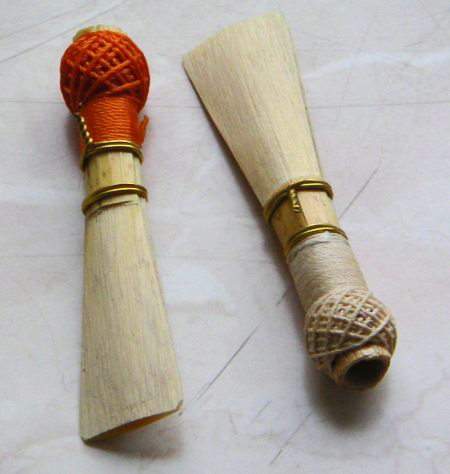
Anches de basson.

La présence de points noirs sur les anches neuves n’est pas un signe de mauvaise qualité ; en revanche, leur apparition après quelques utilisations peut signaler la formation de moisissure.

### Méthodes de désinfection
La Covid-19 a permis de vérifier différentes méthodes de trempage qui peuvent être employées avec efficacité pour désinfecter anches (et becs), en allongeant les temps de contact recommandés car ces durées sont basées sur des données obtenues avec des surfaces propres et non poreuses non représentatives de la surface d'une anche en roseau taillée et grattée.
Utiliser de l’alcool à 70 % semble être la méthode la plus efficace, avec une durée de contact d'une minute. Selon plusieurs études, l’isopropanol (C3H8O) et l’éthanol (C2H5OH) ont une efficacité comparable pour la désinfection des surfaces dures. L'alcool alimentaire (vodka…) à 40 % n'est pas suffisant pour tuer certaines bactéries.
Le peroxyde d'hydrogène (eau oxygénée) diluée à 0,5 % ou plus désinfecte une surface lisse après un temps de contact de 5 à 10 minutes et peut être utilisé pour désinfecter les anches. Un trempage d'au moins 10 minutes permet d'éliminer bactéries et  moisissures. Il détruit également les enzymes salivaires qui se sont déposées sur l’anche pendant la séance. Un rinçage à l'eau est recommandé.
À défaut, les musiciens peuvent soigneusement rincer leurs anches et leurs becs (en protégeant le liège) sous l’eau froide ou légèrement tièdie d'un robinet, puis les laisser sécher avant de les ranger.
À ne pas faire
- La chaleur peut compromettre l’intégrité chimique du roseau. Il n’est pas recommandé de nettoyer les anches avec de l’eau proche de la température d’ébullition : les liaisons hydrogène commencent à se défaire entre 60 °C et 80 °C et une bonne part de la structure moléculaire disparaît à 100 °C. Le chauffage à sec peut causer des fissures dans le roseau[réf. nécessaire].
- De façon analogue, il n'est pas recommandé de nettoyer un bec en ébonite à l'eau très chaude ou en lave-vaisselle car à partir de  60 °C le matériau change de couleur et vire au vert.

### Conservation des anches
Les conditions de conservation influent sur la durée de vie des anches et peuvent empêcher la prolifération des bactéries et des moisissures. Si on range une anche sans l’avoir essuyée et laisser sécher, champignons et bactéries peuvent proliférer dans sa boîte. Les boîtes et étuis d’anches très hermétiques favorisent également la formation de moisissure si l’environnement est humide, en retenant à chaque ouverture de l’air ambiant chargé d'humidité. Il peut alors être utile de stocker la boîte d’anches dans un lieu sec et frais, par exemple au réfrigérateur, pour freiner la croissance des micro-organismes. Une armoire réfrigérée contenant un dessiccant  (par exemple du sulfate de calcium) offre aussi de bonnes conditions de conservation. Le froid freine la croissance bactérienne mais n’a aucun effet indésirable sur les anches.

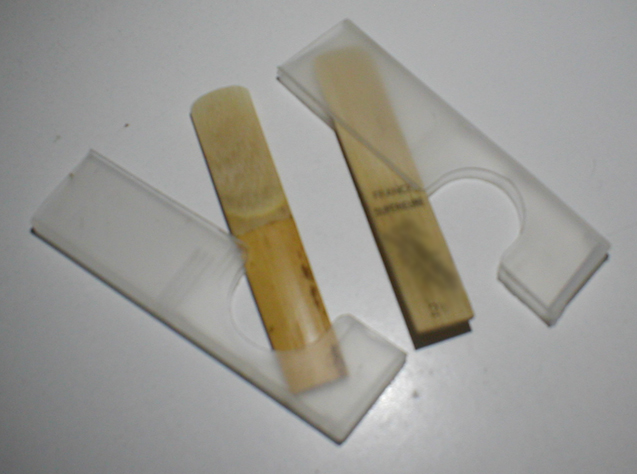
Étui pour anche.

Les anches doivent être conservées à l’abri des chocs et des heurts quand elles ne sont pas utilisées. Il existe de nombreux dispositifs spécialement étudiés pour les ranger, comme des étuis individuels ou collectifs, qui permettent un séchage sans déformation.
La lumière, y compris  ultraviolette, n’endommage pas la structure des anches, sauf si l’exposition est prolongée et le rayonnement intense. L'usage consiste néanmoins à les stocker dans leur étui cartonné pour les anches simples ou dans une boîte en bois pour les anches doubles après leur confection.

### Hygiène personnelle et entretien des anches
La longévité des anches dépend aussi de l’hygiène personnelle du musicien.
Manger avant de jouer encrasse l'anche et la perce de l'instrument. Les résidus d’aliments sont une source de prolifération pour les bactéries et la flore microbienne. En conséquence, le brossage des dents, l’utilisation d’un fil dentaire et un bain de bouche peuvent être pratiqués avant de jouer et après, afin de réduire les risques de maladie.
Jouer d’un instrument à anche alors que l’on est enrhumé provoque une sécrétion accrue de mucus dans la gorge et les poumons. Ces mucosités se déposent sur l’anche et détruisent rapidement son hémicellulose, la substance qui confère au roseau sa capacité de retenir l’eau. Les dégâts sont alors irréversibles[réf. nécessaire]. En outre, utiliser une anche quand on est malade augmente le risque de se réinfecter. Il convient donc de laver ou désinfecter l'anche après son utilisation, voire de la jeter.

### Effets de la salive sur les anches

#### pH
En temps normal, la salive est légèrement acide. Son pH est inférieur à 7 mais peut varier entre 6 et 8. Le pH dans la cavité buccale dépend du débit salivaire : plus celui-ci est élevé, plus il y a de bicarbonates salivaires, or ceux-ci élèvent le pH dans la bouche. Si le débit salivaire est faible ou si la salivation ne se fait pas (xérostomie), le pH intraoral est de l’ordre de 6. Si la salive est abondante, il se situe autour de 8. Si un musicien a la bouche sèche pendant un concert (xérostomie), sa salive sera probablement acide.
Le trac en concert peut assécher la bouche mais il a une autre conséquence plus importante : l’accélération de la respiration, qui augmente le rendement de dioxyde de carbone (gaz carbonique, CO2) de l’organisme et entraîne une alcalose respiratoire. La diminution du CO2 affecte aussi la quantité de bicarbonates disponibles car les bicarbonates salivaires sont synthétisés à partir du CO2. Moins il y a de gaz carbonique, moins la synthèse des bicarbonates est productive : le pH baisse. Dans ces conditions, il est judicieux de recourir à des substances qui simulent la salivation. Les changements incessants de pH dans l’environnement de l’anche endommagent celle-ci et sa  longévité sera meilleure si le pH intraoral peut être maintenu au même niveau qu’en répétition.
Les conditions en répétition sont différentes : le musicien est moins nerveux, il peut davantage retenir sa respiration. Or le taux de CO2 augmente en apnée (acidose respiratoire) et la salive devient alors plus alcaline. Comme il y a plus de répétitions que de concerts dans la vie d’une anche, celle-ci rencontrera plus fréquemment un milieu alcalin. Dans ces conditions, la quantité d’hémicellulose éliminée dans la matrice de l’anche est plus importante. Malgré cette déperdition, il vaut mieux que l’anche soit maintenue dans un milieu globalement constant.

#### Les contaminants de la salive
Bien que le pH de la salive réduise l’hémicellulose qui tapisse les anches, il influe moins sur la matrice du roseau que les contaminants présents dans la salive. Des amines et des glycoprotéines ont été décelées dans cette matrice : mucosines salivaires, glycoprotéines riches en proline, alpha-amylases, peroxydase, anhydrase carbonique, glycoprotéines riches en fucose, immunoglobuline, kallicréine, lactoferrine et fibronectine.

Précipités chimiques.

Les bactéries de la flore buccale extraient des sucres des glycoprotéines de la salive, formant un précipité de protéines riche en calcium et peu soluble. L’alpha-amylase contient en outre une part non négligeable d’acide sialique. Lorsqu’elles se combinent à la salive, les enzymes sont hydrolysées et l’acide sialique est libéré, formant un autre précipité insoluble dans l’eau. Ces deux précipités se mêlent pour former une couche impénétrable à la surface de l’anche, qui empêche celle-ci de se réhydrater correctement. Avec le temps, l’anche devient raide et cassante[réf. nécessaire].

### Types de bactéries trouvées dans les roseaux
On a découvert des streptocoques vivants dans les parois des cellules du xylème (les cellules qui transportent l’eau) d’anches usagées. Il s’agit de bactéries communes, qui peuvent provoquer des irritations de la gorge et des angines streptococciques.
Staphylococcus epidermidis, une autre bactérie commune, peut complètement recouvrir le roseau. C’est une bactérie inoffensive, qui fait partie de la flore buccale et cutanée d’à peu près tout le monde. C’est aussi l’une des bactéries qui extrait les sucres de la salive et provoque le dépôt d’acide sialique. S. epidermidis entre en dormance quand il n’y a pas d’eau. Le séchage des anches avant leur rangement l’empêche donc de se multiplier.

### Effet des bactéries sur les anches
Les bactéries nuisent aux qualités de jeu des anches de trois manières. Premièrement, elles alourdissent le bout de l’anche. La couche bactérienne amortit les vibrations du roseau et abaisse la fréquence des sons produits. Deuxièmement, elles réduisent l’amplitude de battement et la souplesse de l’anche, donc sa capacité de tenir les sons. Enfin, elles altèrent la forme d’ensemble de l’anche et, avec elle, la qualité du son.

### Effet sur l’organisme des bactéries présentes sur les anches
Les bactéries que l’on trouve sur les anches peuvent provoquer des infections respiratoires (rhume, grippe, pneumonie, tuberculose), des boutons de fièvre (herpès labial) et d’autres maladies plus rares. Un contact est cependant nécessaire pour que l’infection se transmette, et on sait que les micro-organismes véhiculés par l’air sont à peu près inoffensifs. Sans contact avec les bactéries, l’infection ne se transmet pas entre les musiciens.

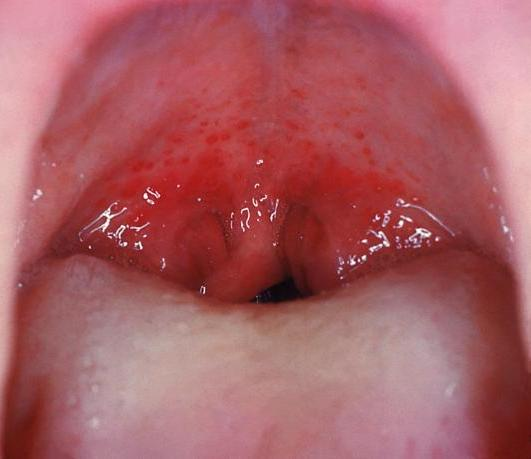
Pharyngite streptococcique

Les streptocoques, en particulier, peuvent provoquer des infections dont la gravité couvre tout le spectre des atteintes bénignes aux affections potentiellement fatales. Depuis les années 1980, la prévalence des streptocoques du groupe A, agents du rhumatisme articulaire aigu et d'autres infections invasives, est en augmentation. Les muqueuses du nez et de la gorge sont les principaux points d’entrée des streptocoques de ce groupe, or elles sont en communication directe avec l’anche pendant que l’on joue ; en conséquence, s’il y a une infection, il est probable qu’un streptocoque A en est la cause.
L’infection de la gorge par cette bactérie provoque une pharyngite streptococcique, ou angine streptococcique, qui se manifeste par une rougeur, des difficultés à avaler, une augmentation de volume des ganglions lymphatiques locorégionaux et une douleur localisée. L’organisme réagit souvent à cette infection par une leucocytose, une élévation anormale du nombre de globules blancs. La pharyngite à streptocoques est plus fréquente pendant la saison froide, or de nombreuses fanfares jouent les soirs d’hiver, par exemple pendant les matches de football américain. L’exposition des musiciens à ce temps froid et à la bactérie peut accroître le risque d’infection.